# Francisco de Melo Castro
Francisco de Melo e Castro (Colares, Sintra, vers 1600 — Goa, 1664) va ser un administrador colonial portuguès. Per dues vegades va ser membre del Consell de Govern de l'Índia (1651-1652 i 1656-1661) i fou també governador de Ceilan (1653-1655).
Va ser el pare de António de Melo e Castro, també administrador colonial portuguès (membre del consell per dues vegades, virrei i governador de Moçambic).